# Crockerflugsnappare
Crockerflugsnappare (Cyornis ruficrissa) är en fågelart i familjen flugsnappare inom ordningen tättingar.

## Utseende
Crockerflugsnappare är en medelstor flugsnappare med en lång och slank näbb. Fjäderdräkten är färglös, men utmärker sig genom varmt roströd stjärt, vit strupe och diffus anstrykning på bröstet. Arten är mycket lik roststjärtad flugsnappare (C. ruficauda), som den nyligen urskiljts från som egen art, men har ett mer grått snarare än brunt bröstband som kan vara begränsat till bröstsidorna. Underarten isola har rostrött på handpennornas ytterfan och gulbeige strupe.

## Utbredning och systematik
Arten förekommer i bergstrakter på norra Borneo. Den delas in i två underarter med följande utbredning:
- Cyornis ruficrissa ruficrissa – Mt. Kinabalu
- Cyornis ruficrissa isola – bergstrakter på norra Borneo utom Mt. Kinabalu

Fågeln behandlas traditionellt som en del av roststjärtad flugsnappare (C. ruficauda), men urskiljs sedan 2021 som egen art av tongivande International Ornithological Congress (IOC), baserat på studier som visar på tydliga skillnader i läten och utseende.

### Släktestillhörighet
Tidigare placerades crockerflugsnappare med släktingar i släktet Rhinomyias men genetiska studier visar att den tillsammans med flera andra i samma släkte istället är del av Cyornis.

## Status
IUCN erkänner den ännu inte som art, varför dess hotstatus formellt inte fastställts. Den beskrivs som lokalt vanlig på norra Borneo.